# Gründling

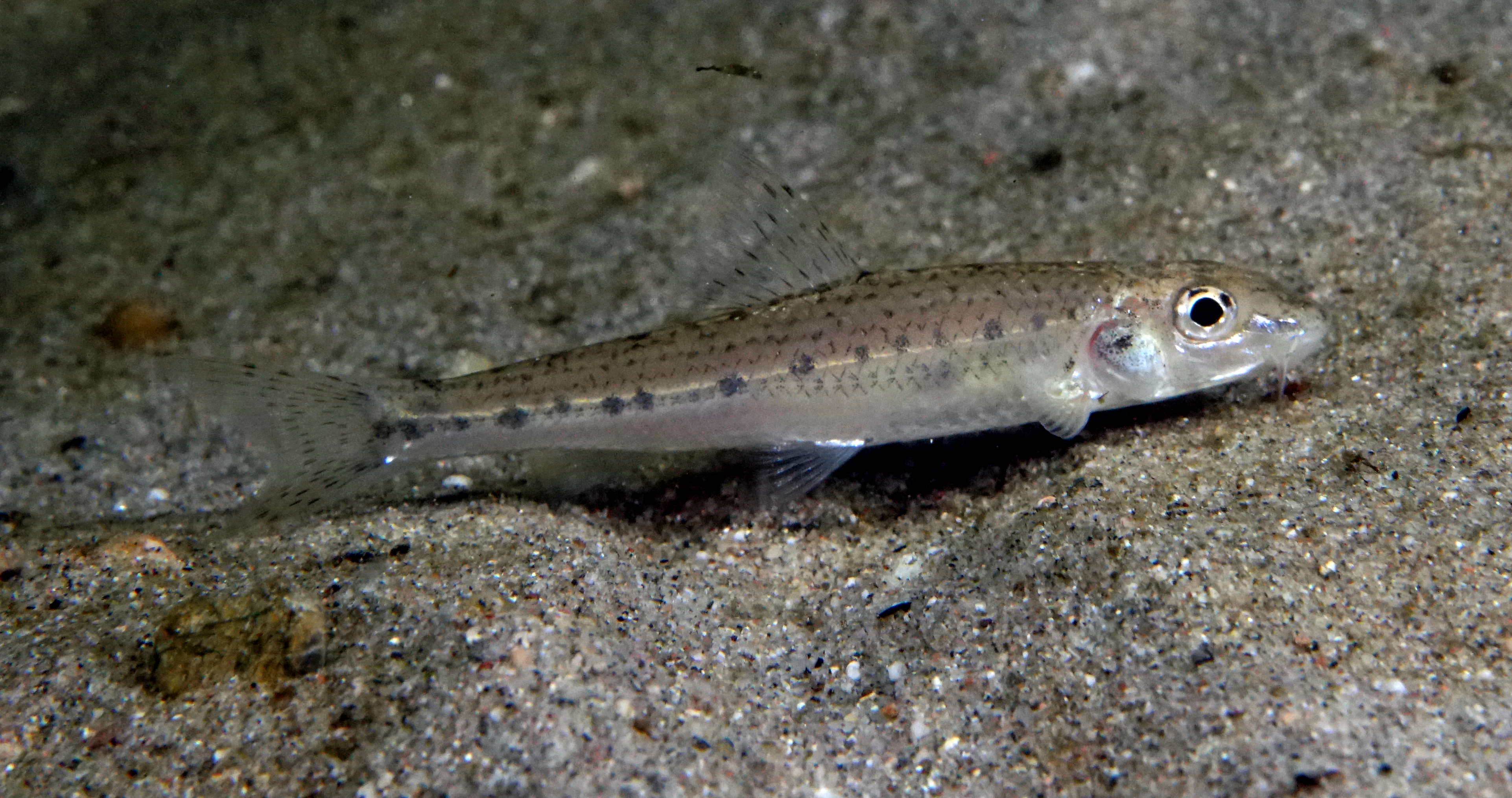
Gründling im Baggersee

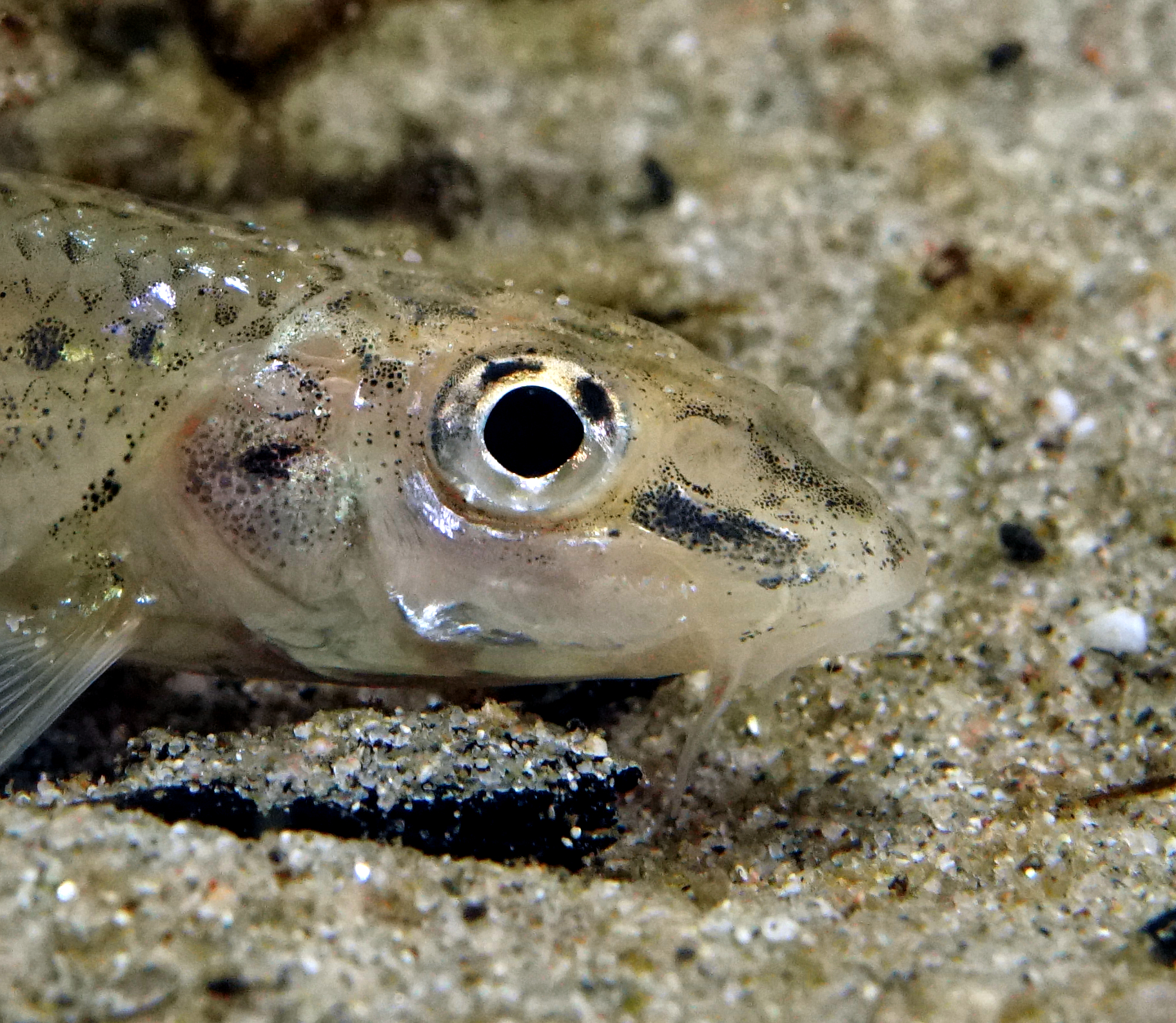
Der Gründling hat ein Paar Barteln

Der Gründling (Gobio gobio, auch Kresse und landschaftlich Kressling oder Kreßling genannt) ist ein gesellig lebender Fisch aus der Ordnung der Karpfenartigen, der in West- und Nordeuropa verbreitet ist und in schnell fließenden, aber auch stehenden Gewässern mit kiesigem oder sandigem Grund und Pflanzenbewuchs vorkommt. Gründlinge werden etwa 10 cm, selten über 15 cm groß.
Der gewöhnliche Gründling hat einen rundlichen Körper, einen relativ großen Kopf, ein unterständiges Maul und ein Paar tastempfindliche Barteln. Er lebt stets auf dem Grund des Wassers und ernährt sich von Insektenlarven, Weich- und Krebstieren.
Gründlinge laichen nachts im Frühsommer bei einer Wassertemperatur von 12 bis 18 °C. Die klebrigen Eier bleiben an Pflanzen oder Steinen haften, und es dauert bis zu vier Wochen, bis die Jungen schlüpfen, die sich von Wirbellosen des Gewässergrundes (Makrozoobenthos) ernähren. Der Fisch gilt als sehr potent.

## Bedeutung für die Fischerei
Der Gründling wird gerne als Köderfisch für Raubfische verwendet. Dabei wurde er schon in manches Gewässer verschleppt, das er von sich aus kaum erreicht hätte (zum Beispiel in den Lunzer See, etwa 1970). Als Speisefisch ist er, beispielsweise paniert und in der Pfanne gebraten, sehr wohlschmeckend. Er wird wegen seiner geringen Größe aber nur selten für Speisezwecke gefangen. Als Fisch für Kaltwasseraquarien ist er durchaus empfehlenswert, dies gilt ebenfalls für Gartenteiche.

## Gefährdungssituation
Der Gründling wird von der Weltnaturschutzunion IUCN in der Roten Liste gefährdeter Arten geführt und derzeit als nicht gefährdet (Least Concern) bezeichnet.

## Trivia
In dem Märchen der Brüder Grimm Von einem, der auszog, das Fürchten zu lernen lernt der Protagonist seine Lektion, indem ihm Gründlinge ins Bett geschüttet werden, während er schläft.